# Emily Brontë
Emily Jane Brontë (IPA: ˈɛmɪli dʒein ˈbɹɑnti) (Thornton, 30 juli 1818 – Haworth, 19 december 1848) was een Brits schrijfster. Ze werd na haar dood internationaal bekend door haar roman Wuthering heights.

## Leven en werk
Emily was de middelste van de drie gezusters Brontë. Haar zussen Charlotte Brontë en Anne Brontë waren eveneens schrijfster; haar broer Branwell Brontë was schrijver en schilder.
Emily Brontë werd geboren in Thornton in Yorkshire. In 1821 verhuisde de familie naar Haworth waar haar vader dominee was. Hier bloeide het literaire talent van de drie zusters op. Als kind al creëerden zij imaginaire landen die voorkwamen in verhalen die zij schreven. Slechts weinig werk van Emily uit deze tijd is bewaard gebleven. Samen met Charlotte ging Emily naar school in Brussel.
Brontë schreef poëzie en een roman, Wuthering Heights, gepubliceerd in 1847. Dit boek behoort tot de klassiekers van de Engelse literatuur. Ze gebruikte net als haar twee zusters een mannelijk pseudoniem: Ellis Bell.
Ze stierf op 30-jarige leeftijd aan tuberculose, waar in ieder geval haar zuster Anne eveneens aan overleed. Ook Charlotte zou hieraan zijn overleden, al wordt tegenwoordig vermoed dat het eigenlijk om complicaties bij zwangerschap ging. Emily en Charlotte liggen begraven in de kerk waar hun vader voorging, St. Michael and All Angels in Haworth (West Yorkshire). Anne Brontë ligt begraven in Scarborough.

## Populariteit
In de 20e eeuw werd Brontë's roman Wuthering heights ongekend populair. Het boek werd minstens 15 keer verfilmd, tot in Australië, Frankrijk en Japan. In 1951 en 1958 verschenen opera-versies, en in 1992 een musical. Sylvia Plath en Ted Hughes schreven beiden een gedicht getiteld Wuthering heigths. De debuutsingle van Kate Bush uit 1978 kreeg de naam van de roman. In de roman Het lied van ooievaar en dromedaris van Anjet Daanje is Emily Brontë te herkennen in de centrale figuur Eliza May Drayden; de roman verwijst op allerlei manieren naar Wuthering heights.

## Nederlandstalige vertalingen vanWuthering heights

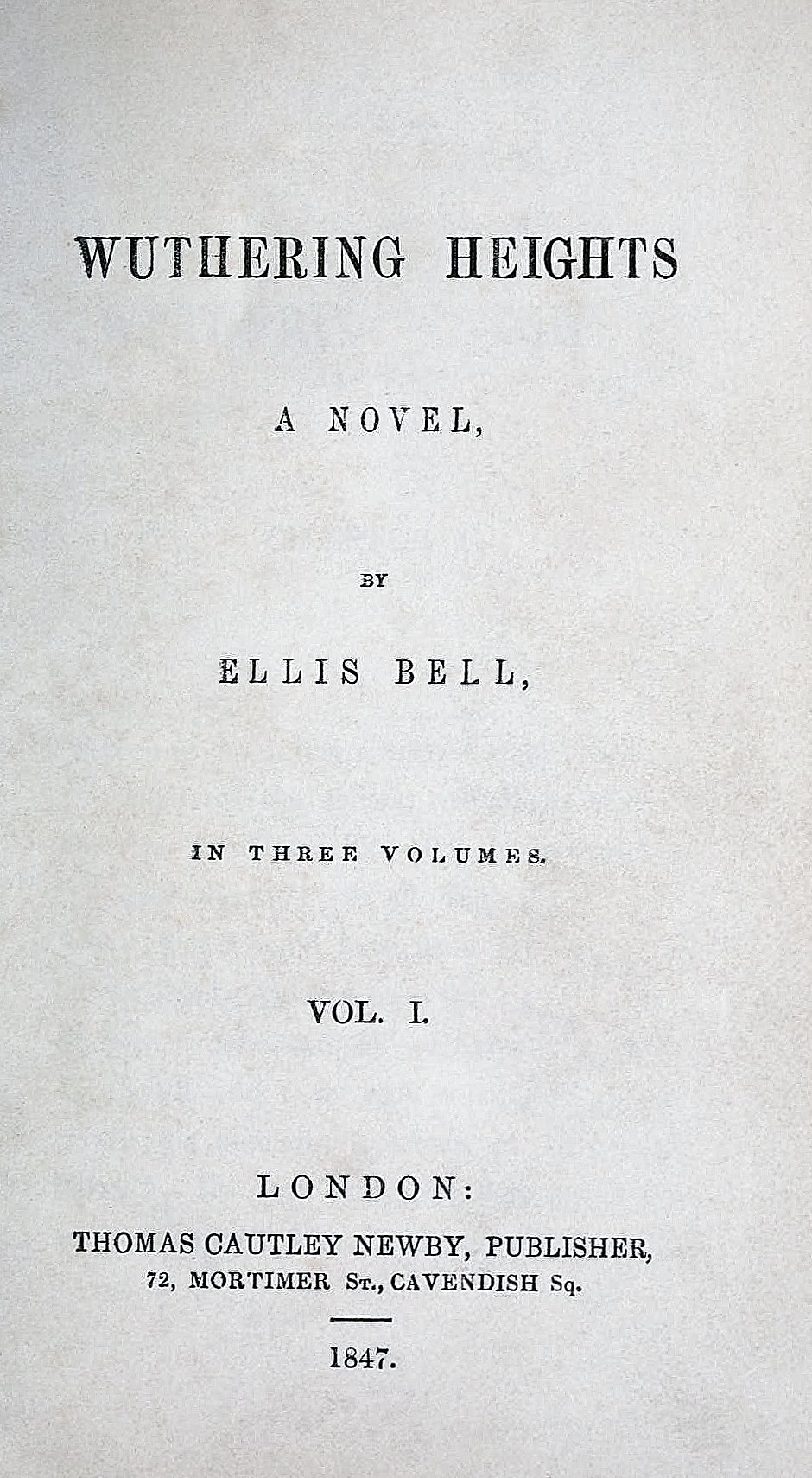
Titelpagina van Wuthering Heights (1847)

Alleen al in de 20e eeuw verscheen een tiental Nederlandstalige vertalingen van Wuthering heights:
- Woeste hoogten. Vert. Akkie de Jong. 1e druk: Groningen, BoekWerk, 1998
- De woeste hoogten. Vert. Frans Kellendonk. 1e druk: Utrecht, Veen, 1989. In de uitgave van 2014 is de titel gewijzigd in 'Woeste hoogten'.
- De woeste hoogte. Vert. José van Vonderen. Utrecht, Spectrum, 1980
- De barre hoogte. Vert. Frans van Oldenburg Ermke. Antwerpen, Dageraad, 1978 (ed. Amsterdam 1979 o.d.t. De woeste hoogte)
- Woeste hoogten. Vert. I.E. Prins-Willekes MacDonald. Utrecht, L.J. Veen, 1967
- De woeste hoogte. Vert. K. Luberti. Utrecht, Spectrum, 1956. (3e druk 1959 o.d.t. Woeste hoogten)
- Wilde hoogten (2 dln.) Vert. Clara Eggink. Amsterdam, De Geïllustreede Pers N.V>, 1952-1960
- De woeste hoogte. Vert. Elisabeth de Roos. Amsterdam, Contact, 1941
- Het huis der stormen. Haarlem, De Spaarnestad, 1939

## Overige vertalingen
- Emily Brönte & Anjet Daanje: Dijende gronden. Gedichten. Groningen, Uitgeverij Passage, 2022
- [Gedichten.] Awareness. Vert. Johan Bouwmeester. Deventer, Ypse Fecit, 1986

- Bibsys: 90056412
- Biblioteca Nacional de Chile: 000034766
- Biblioteca Nacional de España: XX1149235
- Bibliothèque nationale de France: cb118941463 (data)
- Catàleg d'autoritats de noms i títols de Catalunya: 981058521352706706
- CiNii: DA00405749
- Digitale Bibliotheek voor de Nederlandse Letteren: bron012
- Gemeinsame Normdatei: 118638017
- International Standard Name Identifier: 0000 0001 2144 6173
- Library of Congress Control Number: n79018755
- Nationale Bibliotheek van Letland: 000026024
- MusicBrainz: 825f3f25-aa83-4799-b69d-9b1cbb730f18
- Bibliotheek van het Japanse parlement: 00434468
- Nationale Bibliotheek van Tsjechië: jn19990201021
- Nationale bibliotheek van Australië: 35022405
- Nationale Bibliotheek van Israël: 987007259130105171
- Nationale Bibliotheek van Polen: a0000001178371
- Nationale en Universitaire bibliotheek Zagreb: 000056538
- Nederlandse Thesaurus van Auteursnamen: 069002274
- Réseau des bibliothèques de Suisse occidentale: 02-A000023188
- RKD-Nederlands Instituut voor Kunstgeschiedenis: 12958
- Istituto Centrale per il Catalogo Unico: CFIV026603
- LIBRIS: 179324
- SNAC: w6pp9vmr
- Système universitaire de documentation: 026754517
- Trove: 796463
- Union List of Artist Names: 500001046
- Virtual International Authority File: 97097302
- WorldCat: E39PBJcgwBtTXYCjqrGMcBvfv3